# Transzkanadai autópálya
A transzkanadai autópálya (franciául: Route Transcanadienne, angolul: Trans-Canada Highway, rövidítve TCH) egy transzkontinentális szövetségi-tartományi autópályarendszer, amely Kanada tíz tartományán keresztül halad át az Atlanti-óceántól a Csendes-óceánig. A fő útvonal 7476 km-t tesz ki, ami az egyik leghosszabb ilyen jellegű útvonal a világon. Az autópályarendszert megkülönböztető fehér-zöld Juharlevél útvonaljelzőiről lehet felismerni, bár egyes tartományokban kis eltérések vannak a táblákban.
Míg a definíció szerint a transzkanadai autópálya olyan autópálya-rendszer, amelynek több párhuzamos útvonala van az ország nagy részén, a transzkanadai autópályakifejezés gyakran az 1-es főútra utal (Brit Columbia, Alberta, Saskatchewan és Manitoba), 17-es és 417-es autópályák (Ontario), 40-es, 20-as és 85-ös autópályák (Québec), 2-es autópálya (Új-Brunswick), 104-es és 105-ös autópályák (Új-Skócia) és 1-es autópálya (Új-Fundland és Labrador). Ez a fő útvonal Victoriából indul és St. John’sban ér véget, a tíz tartomány közül kilencen halad át, és összeköti az ország legtöbb nagyvárosát, köztük Vancouvert, Calgaryt, Ottawát, Montréalt, Québec Cityt és Frederictont. A főútvonal nyolc másik párhuzamos útvonalának egyike a tizedik tartományhoz, a Prince Edward-szigethez kapcsolódik.
Míg a rendszerben lévő többi párhuzamos útvonal technikailag szintén a transzkanadai autópálya részét képezi, általában vagy másodlagos útvonalnak, vagy együtt különböző autópályának tekintik őket. Például a 16-os főút Nyugat-Kanada egész területén a transzkanadai autópályarendszer része, de szinte kizárólag "Yellowhead autópálya" (Yellowhead Highway) néven emlegetik, és gyakran saját országútként ismerik el ezen a néven. Összehasonlításképpen, az 1-es főutat Nyugat-Kanadában mindig transzkanadai autópályaként emlegetik, és lényegesen nagyobb a forgalom, mivel több nagyobb városon halad át, mint a kevésbé fontos 16-os (Yellowhead) útvonalon. Ezért az 1-es főutat általában a fő transzkanadai autópálya-útvonal részének tekintik, míg a 16-os főutat nem, bár a második fővonali folyosónak tekinthető, mivel a nagyobb városok északibb övezetét szolgálja ki.
Bár a transzkanadai autópálya-hálózat szigorúan transzkontinentális rendszer, és nem lép be Kanada három északi területe egyikébe sem, és nem fut az Egyesült Államok határáig, mégis részét képezi Kanada általános nemzeti autópálya-rendszerének (NHS, National Highway System), amely összeköttetést biztosít az Északnyugati területek, Yukon és a határ, bár az NHS (a TCH szakaszokon kívül) nincs jelölve.